# Кабул (деревня)
Кабу́л (араб. كابول‎, ивр. כאבול‎) — арабская деревня в северном округе Израиля. Имеет статус местного совета с 1976 года. Большинство жителей Кабула являются арабами-мусульманами.
Окрестности Кабула были населены ещё с древних времён. На месте деревни находилось еврейское поселение времён Второго Храма, а также со времён римского и византийского владычества над Иудеей. В деревне находится могила Авраама ибн Эзры.
В деревне 5 школ, в которых учатся всего 2 370 учеников, из них 1 341 в младших классах и 1 029 в старших классах. В среднем, в одном классе учатся 29 детей.

## Население
По данным Центрального статистического бюро Израиля, население на начало 2020 года составляло 14 095 человек.
Плотность населения составляет 1 343 человек на квадратный километр. Общий прирост населения — 2,1 %. На каждых 1000 мужчин приходится 959 женщин.
| Категория     | Численность в % |
| ------------- | --------------- |
| 0 - 4 лет     | 13,1 %          |
| 5 - 9 лет     | 12,7 %          |
| 10 - 14 лет   | 12,1 %          |
| 15 - 19 лет   | 10,3 %          |
| 20 - 29 лет   | 16,9 %          |
| 30 - 44 лет   | 21,3 %          |
| 45 - 59 лет   | 8,8 %           |
| 60 - 64 лет   | 2,0 %           |
| старше 65 лет | 2,8 %           |